# Pallacanestro Cagliari 1979-1980
Nella stagione 1979-1980, la Pallacanestro Acentro Cagliari ha disputato il secondo livello nazionale, arrivando ultima con appena 4 vittorie e pertanto retrocedendo.

## Roster

Luigi Pilleri

|  | Naz.                   | Ruolo | Sportivo         | Anno | Alt. | Peso |  |
|  | ---------------------- | ----- | ---------------- | ---- | ---- | ---- |  |
|  | Stati Uniti (bandiera) |       | Rowland Garrett  |      |      |      |  |
|  | Italia (bandiera)      | A     | Marcello Exana   |      |      |      |  |
|  | Italia (bandiera)      | A     | Alberto Firpo    |      |      |      |  |
|  | Italia (bandiera)      |       | Francesco Mastio |      |      |      |  |
|  | Italia (bandiera)      | P     | Alberto Mezzini  |      | 184  |      |  |
|  | Italia (bandiera)      |       | Luigi Pilleri    |      |      |      |  |
|  | Italia (bandiera)      |       | Lorenzo Piscedda |      | 193  |      |  |
|  | Stati Uniti (bandiera) | C     | Steve Puidokas   |      | 210  |      |  |
|  | Italia (bandiera)      | A     | Umberto Schlich  |      |      |      |  |
|  | Italia (bandiera)      |       | Salvatore Serra  |      | 197  |      |  |
|  | Italia (bandiera)      |       | Enrico Spinas    | 1961 | 190  |      |  |